# Formula One World Championship: Beyond the Limit
Formula One World Championship: Beyond the Limit, i Japan släppt som Heavenly Symphony: Formula One World Championship 1993 (ヘブンリー シンフォニー フォーミュラーワン ワールド チャンピオンシップ 1993?), är ett Formel 1-spel utgivet 1994 till  Sega Mega-CD.
Spelet utspelar sig under 1993 års säsong.

### Fotnoter
1. ↑  ”Release Information”. Arkiverad från originalet den 19 december 2013. https://web.archive.org/web/20131219210422/http://www.gamefaqs.com/segacd/587949-formula-one-world-championship-beyond-the-limit/data.
2. ↑  ”Formula One World Championship: Beyond the Limit” (på engelska). Mobygames. 12 mars 1994. http://www.mobygames.com/game/sega-cd/formula-one-world-championship-beyond-the-limit. Läst 5 juni 2014.